# أماندا فورمان
أماندا فورمان (بالإنجليزية: Amanda Foreman)‏ هي كاتبة سير وكاتِبة أمريكية وبريطانية، ولدت في 1968 في لندن في المملكة المتحدة. كتبت ومثلت في فيلم وثائقي من أربعة أجزاء حول دور المرأة في المجتمع، بعنوان (تقدم المرأة). تعمل حاليًا كاتبة عمود في صحيفة وول ستريت جورنال، وزميلة بحثية فخرية في قسم التاريخ في جامعة ليفربول.

## العائلة
ولدت فورمان في لندن. كان والداها هما إيفلين (سميث) وكاتب السيناريو والمنتج السينمائي كارل فورمان (1914-1984). انتقل والدها إلى إنجلترا للعمل بعد إدراجه في القائمة السوداء من قبل استوديوهات أفلام هوليوود خلال فترة مكارثية الخمسينيات. شقيقها جوناثان فورمان مراسل دولي وناقد سينمائي. لديها خمسة أطفال وهي متزوجة من جوناثان بارتون.

## وصلات خارجية
- أماندا فورمان على موقع IMDb (الإنجليزية)
- أماندا فورمان على موقع قاعدة بيانات الفيلم (الإنجليزية)